# D.C. United
Il D.C. United è una società calcistica statunitense con sede nella città di Washington. Dal 1996 milita nella Major League Soccer (MLS) e disputa le proprie partite casalinghe all'Audi Field, impianto da 20.000 posti a sedere.
Con quattro titoli MLS (1996, 1997, 1999 e 2004), tre Lamar Hunt U.S. Open Cup (1996, 2008 e 2013) e quattro Supporters' Shield, il D.C. United è la squadra più vincente del calcio nordamericano dopo i Los Angeles Galaxy, nonché uno dei soli tre club, insieme agli stessi Galaxy e alla Houston Dynamo, ad aver vinto il campionato per due stagioni consecutive. In ambito internazionale ha conquistato una CONCACAF Champions League (1998) ed una Coppa Interamericana (1998).

## Storia

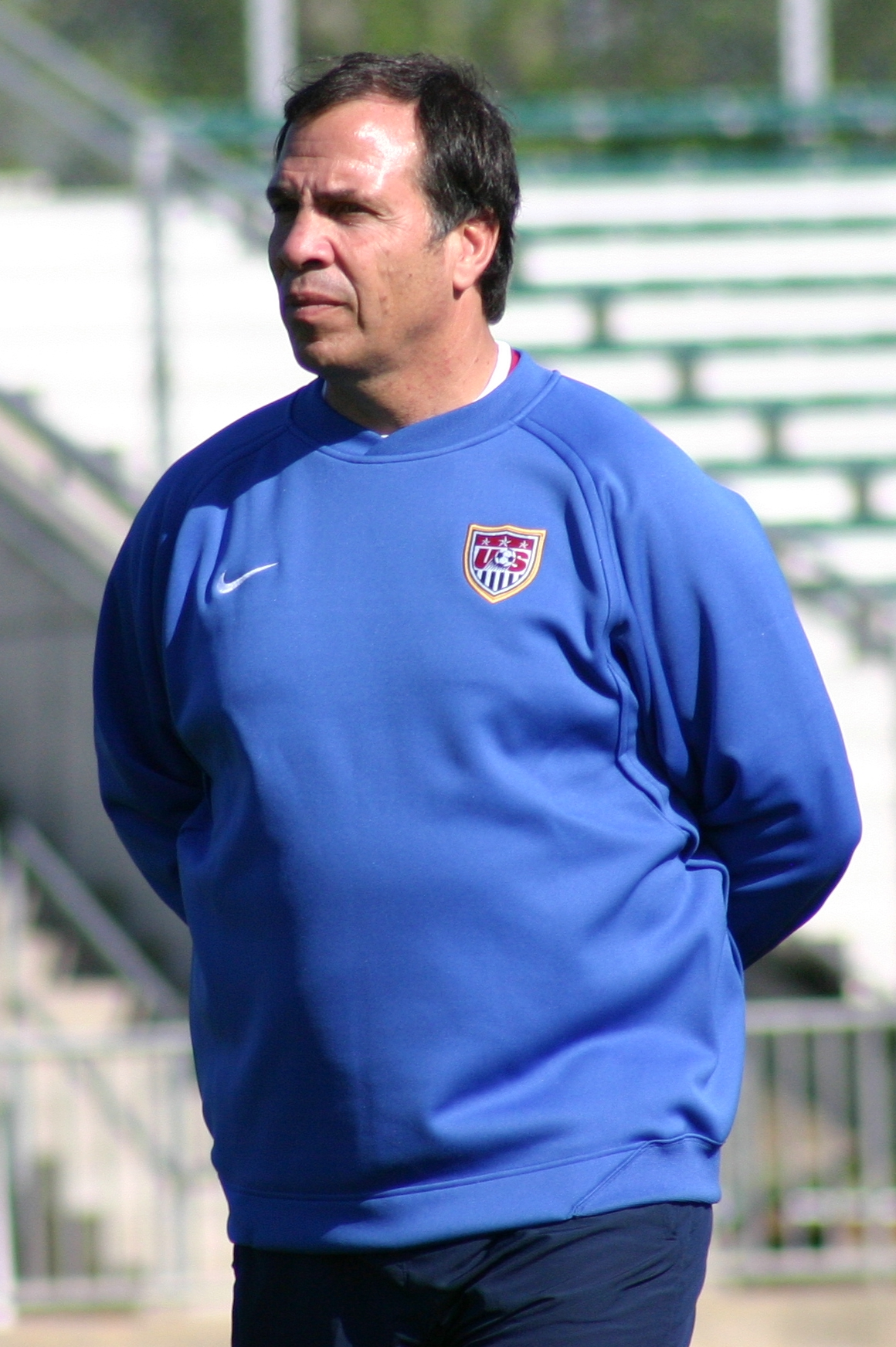
Bruce Arena, l'allenatore più vincente della storia del club

Il D.C. United è uno dei dieci club fondatori della MLS. Già nel primo anno di competizione, il 1996, lo United vince sia la MLS Cup (battendo in finale i Los Angeles Galaxy) sia la U.S. Open Cup (battendo in finale i Rochester Raging Rhinos). Nel 1998, la squadra di Washington si aggiudica anche due trofei internazionali: la Champions' Cup e la Interamerican Cup.
Visti gli ottimi risultati, il coach dello United Bruce Arena viene chiamato ad allenare la nazionale maggiore. Arena viene rimpiazzato da Thomas Rongen, che riuscirà a portare a Washington un'altra MLS cup nel 1999. Dopo le stagioni del 2000 e del 2001, Rongen viene sostituito da Ray Hudson nel 2002. Anche Hudson non ottiene grandi risultati, così per la stagione 2004 viene ingaggiato un nuovo tecnico, Piotr Nowak. I metodi di Nowak non sono molto apprezzati dai giocatori, tuttavia sotto la sua guida (e anche grazie alle prestazioni del centrocampista argentino Christian Gómez) la squadra torna a vincere la MLS Cup. Nel 2005 e nel 2006 lo United non ottiene alcun successo e la guida tecnica passa da Nowak a Tom Soehn.
Nel gennaio 2007, lo United cambia di proprietà, passando dall'Anschutz Entertainment Group alla D.C. United Holdings. I risultati però sono davvero pessimi, infatti la squadra non riesce ad aggiudicarsi nessuna delle cinque competizioni a cui partecipa. Due di queste competizioni sono la CONCACAF Champions Cup (in cui sono stati sconfitti in semifinale dal CD Guadalajara) e la SuperLiga, un torneo appena creato in cui si affrontano quattro squadre della MLS e quattro squadre della Primera División messicana.
Nel 2012 l'imprenditore indonesiano Erick Thohir acquista il club insieme all'avvocato Jason Levien. Al primo anno vince la U.S. Open Cup battendo in finale il Real Salt Lake con conseguente partecipazione alla CONCACAF Champions League 2014-2015 e si piazza 4º in campionato. Seguono un 19º e un 4º posto in campionato nel 2013 e nel 2014.

## Palmarès

### Competizioni nazionali
- Campionato MLS: 4

1996, 1997, 1999, 2004
- Lamar Hunt U.S. Open Cup: 3

1996, 2008, 2013
- MLS Supporters' Shield: 4  (record condiviso con i LA Galaxy)

1997, 1999, 2006, 2007

### Competizioni internazionali
- CONCACAF Champions' Cup/Champions League: 1

1998
- Coppa Interamericana: 1

1998

### Altri piazzamenti
- Campionato MLS:

Secondo posto: 1998
- Lamar Hunt U.S. Open Cup:

Finalista: 1997, 2009
Semifinalista: 2001, 2003, 2006, 2010
- CONCACAF Champions' Cup:

Semifinalista: 2000, 2005, 2007, 2008
Terzo posto: 1997, 1999
- CONCACAF Giants Cup:

Secondo posto: 2001

## Statistiche

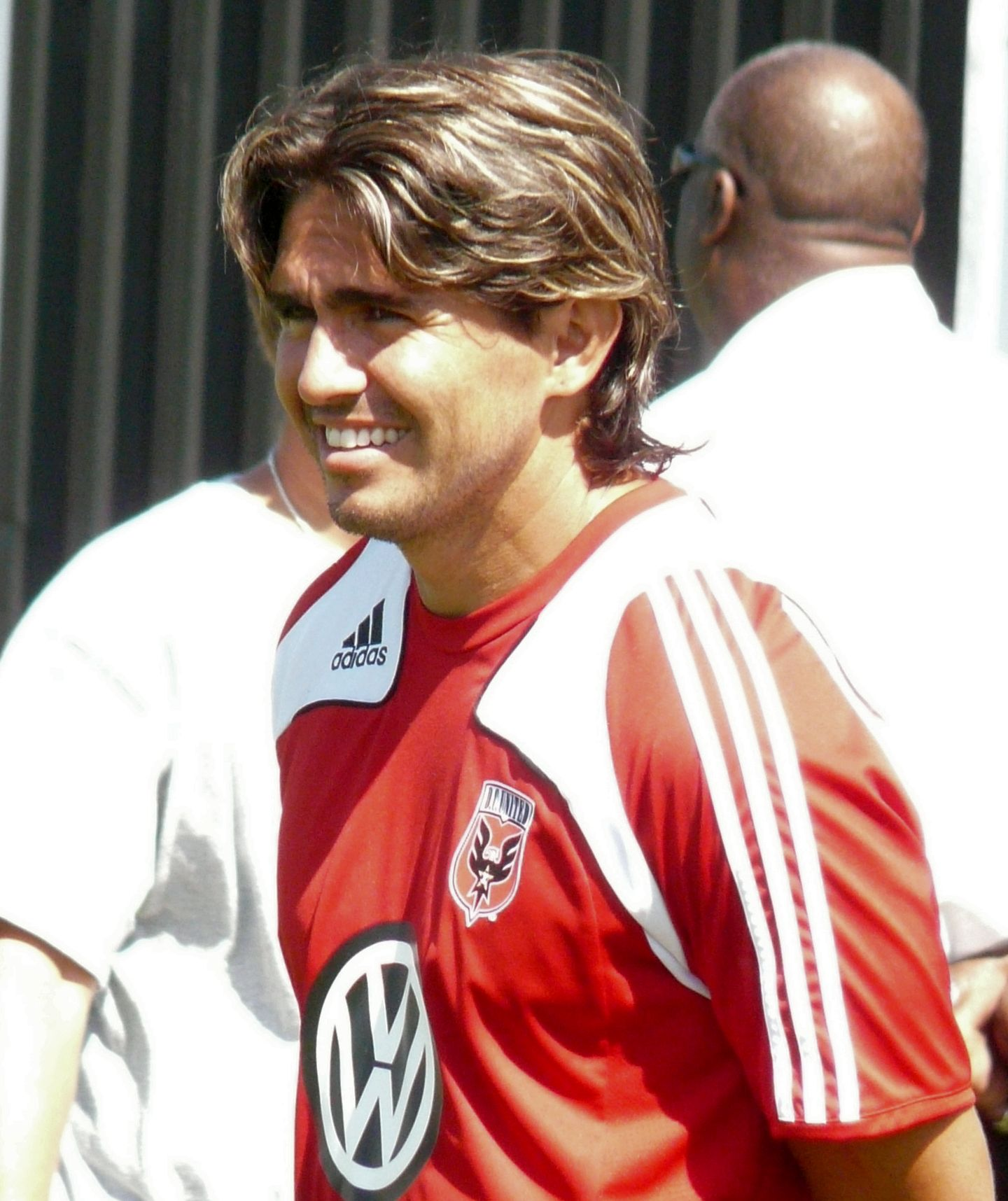
Jaime Moreno, il calciatore con più presenze (260) e reti (111) nella storia del club

- Presenze:  Jaime Moreno, 260
- Goal:  Jaime Moreno, 111
- Assist:  Marco Etcheverry, 101

## Tifoseria

### Rivalità

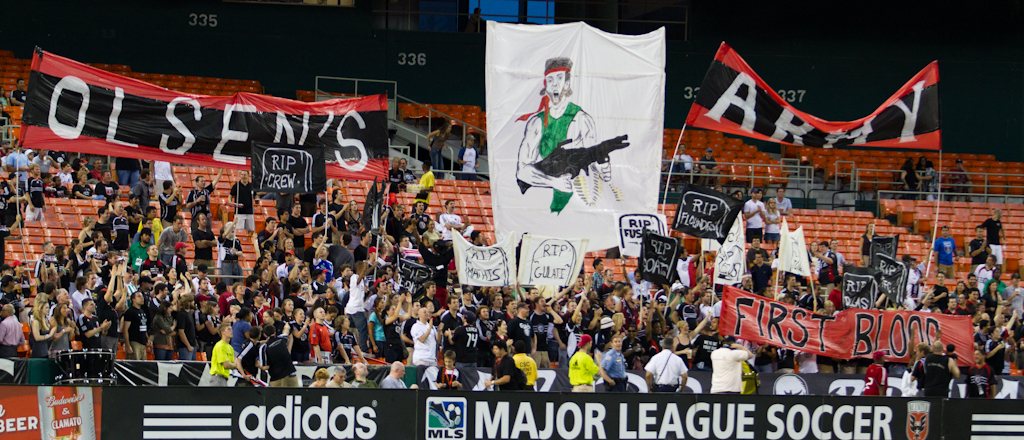
I tifosi del D.C. United mostrano il loro sostegno all'allenatore Ben Olsen durante una gara della stagione regolare contro il F.C. Dallas

I principali rivali del D.C. United sono i New York Red Bulls, in passato conosciuti con il nome di MetroStars. I due club concorrono annualmente per l'Atlantic Cup, una competizione istituita dai dirigenti delle due squadre (il trofeo va al team che ottiene più punti nei quattro scontri diretti della regular season). Il D.C. United ha anche una fortissima rivalità con il Charleston Battery, un club che milita nella USL Championship.

## Organico

### Rosa 2025
Aggiornata al 23 febbraio 2025.
| N. |                          | Ruolo | Calciatore        |
| -- | ------------------------ | ----- | ----------------- |
| 1  | Corea del Sud (bandiera) | P     | Kim Jun-hong      |
| 3  | Stati Uniti (bandiera)   | D     | Lucas Bartlett    |
| 4  | Finlandia (bandiera)     | D     | Matti Peltola     |
| 5  | Canada (bandiera)        | D     | Lukas MacNaughton |
| 6  | Camerun (bandiera)       | C     | Boris Enow        |
| 7  | Brasile (bandiera)       | C     | Peglow            |
| 8  | Stati Uniti (bandiera)   | A     | Jared Stroud      |
| 10 | Brasile (bandiera)       | C     | Gabriel Pirani    |
| 11 | Costa Rica (bandiera)    | C     | Randall Leal      |
| 12 | Stati Uniti (bandiera)   | D     | Conner Antley     |
| 13 | Stati Uniti (bandiera)   | P     | Luis Barraza      |
| 14 | Senegal (bandiera)       | A     | Dominique Badji   |
| 15 | Australia (bandiera)     | D     | Kye Rowles        |

| N. |                        | Ruolo | Calciatore        |
| -- | ---------------------- | ----- | ----------------- |
| 16 | Stati Uniti (bandiera) | D     | Garrison Tubbs    |
| 17 | Stati Uniti (bandiera) | A     | Jacob Murrell     |
| 18 | Stati Uniti (bandiera) | D     | Derek Dodson      |
| 19 | Stati Uniti (bandiera) | A     | Hakim Karamoko    |
| 20 | Belgio (bandiera)      | A     | Christian Benteke |
| 22 | Stati Uniti (bandiera) | D     | Aaron Herrera     |
| 23 | Stati Uniti (bandiera) | C     | Brandon Servania  |
| 24 | Stati Uniti (bandiera) | P     | Jordan Farr       |
| 25 | Stati Uniti (bandiera) | A     | Jackson Hopkins   |
| 28 | Austria (bandiera)     | D     | David Schnegg     |
| 44 | Canada (bandiera)      | C     | Rida Zouhir       |
| 77 | Giappone (bandiera)    | C     | Hōsei Kijima      |
| 99 | Messico (bandiera)     | A     | Fidel Barajas     |

### Rosa 2024
Aggiornata al 16 marzo 2024.
| N. |                        | Ruolo | Calciatore       |
| -- | ---------------------- | ----- | ---------------- |
| 1  | Stati Uniti (bandiera) | P     | Tyler Miller     |
| 3  | Stati Uniti (bandiera) | D     | Lucas Bartlett   |
| 4  | Finlandia (bandiera)   | D     | Matti Peltola    |
| 5  | Camerun (bandiera)     | C     | Boris Enow       |
| 6  | Stati Uniti (bandiera) | C     | Russell Canouse  |
| 7  | Portogallo (bandiera)  | C     | Pedro Santos     |
| 8  | Stati Uniti (bandiera) | A     | Jared Stroud     |
| 10 | Brasile (bandiera)     | C     | Gabriel Pirani   |
| 11 | Colombia (bandiera)    | A     | Cristian Dájome  |
| 12 | Stati Uniti (bandiera) | D     | William Antley   |
| 14 | Cile (bandiera)        | C     | Martín Rodríguez |
| 16 | Stati Uniti (bandiera) | D     | Garrison Tubbs   |
| 17 | Stati Uniti (bandiera) | A     | Jacob Murrell    |

| N. |                        | Ruolo | Calciatore           |
| -- | ---------------------- | ----- | -------------------- |
| 20 | Belgio (bandiera)      | A     | Christian Benteke    |
| 21 | Stati Uniti (bandiera) | C     | Theodore Ku-Dipietro |
| 22 | Stati Uniti (bandiera) | D     | Aaron Herrera        |
| 23 | Senegal (bandiera)     | A     | Dominique Badji      |
| 24 | Stati Uniti (bandiera) | P     | Alex Bono            |
| 25 | Stati Uniti (bandiera) | A     | Jackson Hopkins      |
| 26 | Stati Uniti (bandiera) | P     | Nathan Crockford     |
| 28 | Austria (bandiera)     | D     | David Schnegg        |
| 30 | Stati Uniti (bandiera) | D     | Hayden Sargis        |
| 43 | Polonia (bandiera)     | C     | Mateusz Klich        |
| 45 | Stati Uniti (bandiera) | C     | Matai Akinmboni      |
| 56 | Stati Uniti (bandiera) | P     | Luis Zamudio         |
| 97 | Svezia (bandiera)      | D     | Christopher McVey    |

### Rosa 2023
Aggiornata al 14 febbraio 2023.
| N. |                        | Ruolo | Calciatore           |
| -- | ---------------------- | ----- | -------------------- |
| 1  | Stati Uniti (bandiera) | P     | Tyler Miller         |
| 2  | Brasile (bandiera)     | D     | Ruan                 |
| 3  | Irlanda (bandiera)     | D     | Derrick Williams     |
| 4  | Stati Uniti (bandiera) | D     | Brendan Hines-Ike    |
| 5  | Iraq (bandiera)        | D     | Mohanad Jeahze       |
| 6  | Stati Uniti (bandiera) | C     | Russell Canouse      |
| 7  | Portogallo (bandiera)  | C     | Pedro Santos         |
| 8  | Stati Uniti (bandiera) | C     | Chris Durkin         |
| 11 | Grecia (bandiera)      | A     | Taxiarchīs Fountas   |
| 14 | Honduras (bandiera)    | C     | Andy Najar           |
| 15 | Stati Uniti (bandiera) | D     | Steve Birnbaum       |
| 18 | El Salvador (bandiera) | C     | Jeremy Garay         |
| 19 | Curaçao (bandiera)     | A     | Nigel Robertha       |
| 20 | Belgio (bandiera)      | A     | Christian Benteke    |
| 21 | Stati Uniti (bandiera) | C     | Theodore Ku-Dipietro |

| N. |                           | Ruolo | Calciatore        |
| -- | ------------------------- | ----- | ----------------- |
| 22 | Argentina (bandiera)      | C     | Yamil Asad        |
| 23 | Stati Uniti (bandiera)    | D     | Donovan Pines     |
| 24 | Stati Uniti (bandiera)    | P     | Alex Bono         |
| 25 | Stati Uniti (bandiera)    | A     | Jackson Hopkins   |
| 26 | Stati Uniti (bandiera)    | C     | Kristian Fletcher |
| 30 | Stati Uniti (bandiera)    | D     | Hayden Sargis     |
| 31 | Panama (bandiera)         | D     | Eric Davis        |
| 33 | Stati Uniti (bandiera)    | D     | Jacob Greene      |
| 43 | Polonia (bandiera)        | C     | Mateusz Klich     |
| 44 | Islanda (bandiera)        | C     | Victor Pálsson    |
| 45 | Stati Uniti (bandiera)    | C     | Matai Akinmboni   |
| 49 | Giamaica (bandiera)       | C     | Ravel Morrison    |
| 50 | Stati Uniti (bandiera)    | P     | Luis Zamudio      |
| 72 | Costa d'Avorio (bandiera) | D     | Gaoussou Samaké   |
| 77 | Cile (bandiera)           | C     | Martín Rodríguez  |

### Rosa 2022
Aggiornata al 15 novembre 2022.
| N. |                           | Ruolo | Calciatore         |
| -- | ------------------------- | ----- | ------------------ |
| 1  | Venezuela (bandiera)      | P     | Rafael Romo        |
| 2  | Costa d'Avorio (bandiera) | D     | Gaoussou Samaké    |
| 3  | Stati Uniti (bandiera)    | D     | Chris Odoi-Atsem   |
| 4  | Stati Uniti (bandiera)    | D     | Brendan Hines-Ike  |
| 5  | Australia (bandiera)      | D     | Brad Smith         |
| 6  | Stati Uniti (bandiera)    | C     | Russell Canouse    |
| 8  | Polonia (bandiera)        | C     | Mateusz Klich      |
| 9  | Norvegia (bandiera)       | A     | Ola Kamara         |
| 11 | Grecia (bandiera)         | A     | Taxiarchīs Fountas |
| 12 | Stati Uniti (bandiera)    | C     | Drew Skundrich     |
| 14 | Honduras (bandiera)       | C     | Andy Najar         |
| 15 | Stati Uniti (bandiera)    | D     | Steve Birnbaum     |
| 16 | Stati Uniti (bandiera)    | A     | Adrien Perez       |
| 17 | Inghilterra (bandiera)    | A     | Kimarni Smith      |
| 18 | El Salvador (bandiera)    | C     | Jeremy Garay       |
| 19 | Curaçao (bandiera)        | A     | Nigel Robertha     |
| 20 | Belgio (bandiera)         | A     | Christian Benteke  |

| N. |                         | Ruolo | Calciatore           |
| -- | ----------------------- | ----- | -------------------- |
| 21 | Stati Uniti (bandiera)  | P     | Jon Kempin           |
| 22 | Spagna (bandiera)       | A     | Miguel Berry         |
| 23 | Stati Uniti (bandiera)  | D     | Donovan Pines        |
| 25 | Stati Uniti (bandiera)  | A     | Jackson Hopkins      |
| 28 | Sierra Leone (bandiera) | P     | Bill Hamid           |
| 32 | Messico (bandiera)      | P     | David Ochoa          |
| 33 | Stati Uniti (bandiera)  | D     | Jacob Greene         |
| 35 | Stati Uniti (bandiera)  | C     | Theodore Ku-Dipietro |
| 44 | Islanda (bandiera)      | C     | Victor Pálsson       |
| 45 | Stati Uniti (bandiera)  | C     | Matai Akinmboni      |
| 49 | Giamaica (bandiera)     | C     | Ravel Morrison       |
| 77 | Cile (bandiera)         | C     | Martín Rodríguez     |
| 87 | Norvegia (bandiera)     | A     | Skage Simonsen       |
| 93 | Messico (bandiera)      | D     | Tony Alfaro          |
| 97 | Stati Uniti (bandiera)  | D     | Sami Guediri         |
|    | Stati Uniti (bandiera)  | P     | Luis Zamudio         |

### Rosa 2014
| N. |                        | Ruolo | Calciatore       |
| -- | ---------------------- | ----- | ---------------- |
| 2  | Stati Uniti (bandiera) | D     | Jeff Parke       |
| 3  | Stati Uniti (bandiera) | A     | David Estrada    |
| 4  | Canada (bandiera)      | D     | Nana Attakora    |
| 5  | Stati Uniti (bandiera) | D     | Sean Franklin    |
| 7  | Stati Uniti (bandiera) | A     | Eddie Johnson    |
| 8  | Stati Uniti (bandiera) | C     | Davy Arnaud      |
| 9  | Argentina (bandiera)   | A     | Fabián Espíndola |
| 11 | Stati Uniti (bandiera) | C     | Luis Silva       |
| 12 | Stati Uniti (bandiera) | C     | Alex Caskey      |
| 13 | Stati Uniti (bandiera) | A     | Chris Pontius    |
| 14 | Stati Uniti (bandiera) | C     | Nick DeLeon      |
| 15 | Stati Uniti (bandiera) | D     | Steven Birnbaum  |
| 17 | Stati Uniti (bandiera) | C     | Conor Shanosky   |
| 18 | Stati Uniti (bandiera) | A     | Chris Rolfe      |

| N. |                        | Ruolo | Calciatore     |
| -- | ---------------------- | ----- | -------------- |
| 19 | Canada (bandiera)      | A     | Kyle Porter    |
| 20 | Stati Uniti (bandiera) | D     | Jalen Robinson |
| 22 | Stati Uniti (bandiera) | D     | Chris Korb     |
| 23 | Stati Uniti (bandiera) | D     | Perry Kitchen  |
| 24 | Inghilterra (bandiera) | C     | Lewis Neal     |
| 25 | Stati Uniti (bandiera) | C     | Jarey Jeffrey  |
| 27 | Stati Uniti (bandiera) | C     | Collin Martin  |
| 28 | Stati Uniti (bandiera) | P     | Bill Hamid     |
| 30 | Stati Uniti (bandiera) | A     | Conor Doyle    |
| 31 | Stati Uniti (bandiera) | P     | Joe Willis     |
| 32 | Stati Uniti (bandiera) | D     | Bobby Boswell  |
| 33 | Stati Uniti (bandiera) | D     | Taylor Kemp    |
| 50 | Stati Uniti (bandiera) | P     | Andrew Dykstra |

### Rosa 2012
| N. |                        | Ruolo | Calciatore        |
| -- | ---------------------- | ----- | ----------------- |
| 2  | Stati Uniti (bandiera) | D     | James Riley       |
| 3  | Stati Uniti (bandiera) | D     | Robbie Russell    |
| 4  | Stati Uniti (bandiera) | D     | Brandon McDonald  |
| 5  | Canada (bandiera)      | D     | Dejan Jakovic     |
| 6  | Indonesia (bandiera)   | A     | Syamsir Alam      |
| 7  | Canada (bandiera)      | C     | Dwayne De Rosario |
| 8  | Stati Uniti (bandiera) | C     | John Thorrington  |
| 9  | Brasile (bandiera)     | A     | Rafael            |
| 11 | Brasile (bandiera)     | C     | Marcelo Saragosa  |
| 12 | Brasile (bandiera)     | C     | Raphael Augusto   |
| 13 | Stati Uniti (bandiera) | A     | Chris Pontius     |
| 15 | Stati Uniti (bandiera) | D     | Ethan White       |
| 18 | Stati Uniti (bandiera) | C     | Nick DeLeon       |

| N. |                        | Ruolo | Calciatore     |
| -- | ---------------------- | ----- | -------------- |
| 19 | Canada (bandiera)      | A     | Kyle Porter    |
| 20 | Guatemala (bandiera)   | A     | Carlos Ruiz    |
| 21 | Stati Uniti (bandiera) | D     | Daniel Woolard |
| 22 | Stati Uniti (bandiera) | D     | Chris Korb     |
| 23 | Stati Uniti (bandiera) | D     | Perry Kitchen  |
| 24 | Inghilterra (bandiera) | C     | Lewis Neal     |
| 25 | Panama (bandiera)      | C     | Marcos Sánchez |
| 26 | Colombia (bandiera)    | A     | Lionard Pajoy  |
| 28 | Stati Uniti (bandiera) | P     | Bill Hamid     |
| 29 | Giamaica (bandiera)    | A     | Michael Seaton |
| 31 | Stati Uniti (bandiera) | P     | Joe Willis     |
| 50 | Stati Uniti (bandiera) | P     | Andrew Dykstra |

### Rosa 2010
| N. |                              | Ruolo | Calciatore      |
| -- | ---------------------------- | ----- | --------------- |
| 1  | Stati Uniti (bandiera)       | P     | Steve Cronin    |
| 2  | Trinidad e Tobago (bandiera) | D     | Julius James    |
| 4  | Stati Uniti (bandiera)       | D     | Marc Burch      |
| 5  | Canada (bandiera)            | D     | Dejan Jakovic   |
| 6  | Costa Rica (bandiera)        | C     | Kurt Morsink    |
| 7  | Stati Uniti (bandiera)       | A     | Adam Cristman   |
| 8  | Montenegro (bandiera)        | C     | Branko Bošković |
| 10 | Stati Uniti (bandiera)       | C     | Dax McCarty     |
| 11 | Zimbabwe (bandiera)          | A     | Joseph Ngwenya  |
| 12 | Stati Uniti (bandiera)       | D     | Jed Zayner      |
| 13 | Stati Uniti (bandiera)       | A     | Chris Pontius   |

| N. |                        | Ruolo | Calciatore       |
| -- | ---------------------- | ----- | ---------------- |
| 14 | Honduras (bandiera)    | C     | Andy Najar       |
| 16 | Stati Uniti (bandiera) | A     | Josh Wolff       |
| 17 | Stati Uniti (bandiera) | C     | Conor Shanosky   |
| 18 | Stati Uniti (bandiera) | D     | Devon McTavish   |
| 19 | Stati Uniti (bandiera) | C     | Clyde Simms      |
| 20 | Stati Uniti (bandiera) | C     | Stephen King     |
| 21 | Argentina (bandiera)   | A     | Pablo Hernández  |
| 25 | Stati Uniti (bandiera) | C     | Santino Quaranta |
| 28 | Stati Uniti (bandiera) | P     | Bill Hamid       |
| 30 | Brasile (bandiera)     | C     | Junior Carreiro  |
|    | Stati Uniti (bandiera) | D     | Ethan White      |

### Rosa 2009
| N. |                              | Ruolo | Calciatore      |
| -- | ---------------------------- | ----- | --------------- |
| 1  | Serbia (bandiera)            | P     | Miloš Kočić     |
| 2  | Trinidad e Tobago (bandiera) | D     | Julius James    |
| 3  | Trinidad e Tobago (bandiera) | D     | Avery John      |
| 4  | Stati Uniti (bandiera)       | D     | Marc Burch      |
| 5  | Canada (bandiera)            | D     | Dejan Jakovic   |
| 6  | Stati Uniti (bandiera)       | C     | John DiRaimondo |
| 7  | Brasile (bandiera)           | C     | Fred            |
| 8  | Stati Uniti (bandiera)       | C     | Andrew Jacobson |
| 9  | RD del Congo (bandiera)      | A     | Ange N'Silu     |
| 10 | Argentina (bandiera)         | C     | Christian Gómez |
| 11 | Brasile (bandiera)           | A     | Luciano Emilio  |
| 12 | Stati Uniti (bandiera)       | C     | Danny Szetela   |
| 13 | Stati Uniti (bandiera)       | A     | Chris Pontius   |
| 14 | Stati Uniti (bandiera)       | C     | Ben Olsen       |
| 15 | Stati Uniti (bandiera)       | D     | Lawson Vaughn   |

| N. |                        | Ruolo | Calciatore           |
| -- | ---------------------- | ----- | -------------------- |
| 16 | Stati Uniti (bandiera) | D     | Greg Janicki         |
| 17 | Sudafrica (bandiera)   | A     | Thabiso Khumalo      |
| 18 | Stati Uniti (bandiera) | D     | Devon McTavish       |
| 19 | Stati Uniti (bandiera) | C     | Clyde Simms          |
| 20 | Stati Uniti (bandiera) | C     | Ely Allen            |
| 21 | Sudafrica (bandiera)   | C     | Tiyiselani Shipalane |
| 22 | Costa Rica (bandiera)  | C     | Rodney Wallace       |
| 23 | Burundi (bandiera)     | D     | David Habarugira     |
| 24 | Stati Uniti (bandiera) | C     | Brandon Barklage     |
| 25 | Stati Uniti (bandiera) | C     | Santino Quaranta     |
| 26 | Stati Uniti (bandiera) | D     | Bryan Namoff         |
| 28 | Stati Uniti (bandiera) | P     | Bill Hamid           |
| 29 | Stati Uniti (bandiera) | P     | Steve Cronin         |
| 31 | Stati Uniti (bandiera) | P     | Josh Wicks           |
| 99 | Bolivia (bandiera)     | A     | Jaime Moreno         |